# Музей магии (Париж)
Парижский музей магии (фр. Musée de la magie) знакомит посетителей с историей магии. Собрана уникальная коллекция фокусных реквизитов, оптических обманов, афиш, гравюр и прочих предметов, так или иначе отсылающих к магии.

## Экспозиция
Великие фокусы
В 1850 году Робер-Уден воплощает в жизнь своё знаменитое Парение в Эфире (фр. Suspension Ethéréenne) — фокус, в ходе которого тело сына иллюзиониста кажется перестаёт подчиняться закону всемирного тяготения. Это представление можно считать родоначальником славной семьи великих фокусов, оригинальные реквизиты к которым хранятся в парижском музее.
Волшебный стул Бюатье де Кольта (фр. Buatier De Kolta, 1847—1903) позволяет ассистентке фокусника исчезнуть, сев на него.
Де Вер (фр. De Vère, 1934—1931) создал представление, в ходе которого его дочь неожиданно появлялась в находящейся на сцене гигантской вазе, которая тут же превращалась в цветущий куст.
В музее находится также реквизит Говарда Торстона (англ. Howard Thurston) для фокуса с распиливанием женщины — впервые этот фокус был показан американским фокусником в начале XX века. Более поздняя модель, позволявшая развести распиленные части стола, также находится в парижском музее.
Атрибуты фокусника
Атрибуты фокусника зачастую являются настоящими произведениями искусства.
Волшебные палочки, шкатулки с секретом, реквизиты различных фокусов, а также гадалок и медиумов.
Афиши
Обычно афиши изображали лицо фокусника крупным планом, либо сцену одного из его фокусов. Но встречались также и «универсальные» афиши, вариации на тему магии и волшебства, на которые достаточно было лишь доклеить фотографию актёра для конкретного представления.
Цветные афиши появились в конце XIX — начале XX века.
Интерактивные фокусы
В этом зале собрана коллекция оптических обманов. Часть из них интерактивны, например системой зеркал вводят ваше изображение внутрь оптической иллюзии.

## Музей занимательных автоматов
В том же здании, что и музей магии, находится музей занимательных автоматов, собравший более сотни предметов, балансирующих между простой игрушкой и произведением искусства.
С давних времён люди пытались создать машины, воспроизводящие движения человека. От Герона Александрийского до Леонардо да Винчи гении-изобретатели создавали свои машины, в XVIII веке появились первые «современные» машины — в первую очередь творения Вокансона (фр. Jacques de Vaucanson), Робер-Удена, Фалибуа (фр. Phalibois) и других мастеров эпохи.

## Практическая информация
Музей расположен в Париже, район Маре, ближайшие станции метро — Saint-Paul, Bastille и Sully-Morland.
Адрес: 11, rue Saint Paul 75004, PARIS.
Музей открыт в среду, субботу и воскресенье с 14:00 до 19:00.